# Tadeusz Kornaś
Tadeusz Kornaś (ur. 1961) – polski literaturoznawca, teatrolog, doktor habilitowany nauk humanistycznych, profesor uczelni Katedry Teatru i Dramatu Wydziału Polonistyki Uniwersytetu Jagiellońskiego.

## Życiorys
W 1992 ukończył studia w zakresie wiedzy o teatrze w Państwowej Wyższej Szkole Teatralnej im. Aleksandra Zelwerowicza w Warszawie, 24 maja 2004 obronił pracę doktorską Ośrodek Praktyk Teatralnych "Gardzienice". Praktyka twórcza a światopogląd (promotorka – Małgorzata Sugiera). 18 grudnia 2013 habilitował się na podstawie pracy zatytułowanej Schola Teatru Węgajty: dramat liturgiczny. 
Pracował w Instytucie Humanistycznym w Państwowej Wyższej Szkole Zawodowej w Tarnowie. Jest profesorem uczelni Katedry Teatru i Dramatu Wydziału Polonistyki Uniwersytetu Jagiellońskiego.
Jego zainteresowania naukowe obejmują przede wszystkim teatr polski i powszechny XX i XXI wieku, zwłaszcza teatr „inny" – na peryferiach głównego obiegu artystycznego; teatr średniowieczny, w tym dramat liturgiczny; teatr lalki, formy, maski.
W latach 1997–2009 redaktor Gazety Teatralnej „Didaskalia”, w tym od 2004 do 2008 redaktor naczelny. Od 2016 członek kolegium redakcyjnym kwartalnika „Teatr Lalek”.

## Wybrane publikacje
- Dziady. Od Wyspiańskiego do Grzegorzewskiego, (wraz z Grzegorzem Niziołkiem), Księgarnia Akademicka 1999, ISBN 83-7188-248-3.
- Włodzimierz Staniewski i Ośrodek Praktyk Teatralnych „Gardzienice", Wydawnictwo Homini 2004, 2013, ISBN 978-83-7354-485-7.
- Between Anthropology and Politics. Two Strands of Polish Alternative Theatre, Instytut Teatralny 2007
- Aniołom i światu widowisko, Wydawnictwo Homini 2009, ISBN 978-83-61568-44-5.
- Schola Teatru Węgajty. Dramat liturgiczny, Wydawnictwo Homini-Tyniec, 2012, ISBN 978-83-7354-443-7.
- Apologie. Szkice o teatrze i religii, Wydawnictwo UJ 2017, ISBN 978-83-233-4292-2.